# Paraliż Band
Paraliż Band – polski zespół muzyczny z Torunia, grający muzykę w stylu reggae.

## Historia
Zespół powstał w 1996 i został założony przez grupę przyjaciół. Początkowo muzycznie inspirował się punk rockiem, później także ska. Przełom nastąpił, kiedy muzycy zakochali się w reggae – od tego czasu ich muzyka nabrała nowych kolorów. Jesienią 2002 ukazała się ich debiutancka płyta Paraliż Band, wydana nakładem toruńskiej wytwórni Paprotka Records. W tej samej stajni wczesnym latem 2005 pojawiła się druga płyta Take Reggae Grammy. Natomiast w czerwcu 2006 dzięki toruńskiemu Stowarzyszeniu Inicjatyw Twórczych Orbita ukazało się DVD zespołu W rytmie serca, które było jednym z pierwszych tego typu wydawnictw na polskiej scenie reggae. Zimą 2009 Offside Records opublikował trzeci album zespołu pt. Vintage. Najnowsza – czwarta w kolejności – płyta długogrająca z 2015 roku nosi tytuł: Na brzegu rzeki. Największe przeboje formacji to m.in. utwory Wiosna, Getto, Reggae Paradise, Porywa, Szczęście. Dotychczas zagrali około 200 koncertów w całej Polsce.
14 listopada 2020 zmarł wieloletni waltornista grupy Łukasz Tur znany jako Turi.

## Aktualny skład
- Rygiel (bas) /od 1996/,
- Rudy (perkusja) /od 1996/,
- Młody (śpiew) /od 1997/,
- Aga (saksofon altowy) /od 1999/,
- Maja (chórki) /od 1999/,
- Śliva (gitara rytmiczna) /od 2002/,
- Źrebak (saksofon tenorowy) /od 2005/,
- Waldas (klawisze) /od 2009/,
- Daria (chórki) /od 2015/
- Cygi (gitara solowa) /od 2016/

### Byli muzycy
- Gera (śpiew) /1996 – 1997/,
- Krepa (gitara rytmiczna) /1996 – 2002/,
- Monika (śpiew, flet) /1997 – 1998/,
- Ewa (klawisze) /1997/,
- Turi (waltornia) /1999 – 2020/,
- Alina (klawisze) /1999 – 2005/,
- Przemas (puzon) /2001 – 2002/,
- Skroba (trąbka) /2002 – 2005/,
- Jaś (klawisze) /2005 – 2009/,
- Monika (chórki) /2005 – 2014/,
- Bartas (konga, przeszkadzajki) /1999 – 2014/,
- Jędras (gitara solowa) /1996 – 2015/.

## Dyskografia
- Paraliż Band (CD i MC, 20 października 2002, Paprotka Records)
- Take Reggae Grammy (CD, 23 czerwca 2005, Paprotka Records)
- W rytmie serca (DVD, 3 czerwca 2006, Stowarzyszenie Orbita)
- Vintage (CD, 24 lutego 2009, Offside Records)
- Sam na sam (teledysk, 25 września 2015, Paraliż Band)
- Na brzegu rzeki[3] (CD, 2 października 2015, Paraliż Band)
- Na brzegu rzeki (teledysk, 20 listopada 2015, Paraliż Band)
- Pozwól mi płynąć (teledysk, 9 maja 2016, Paraliż Band).

Składanki z utworami Paraliż Band:
- Toruńska Scena Muzyczna (utwór "My Girl", 7 października 2004, Black Bottle Records)
- Far Away From Jamaica (utwór "Słuchaj głosu serca", 20 lutego 2006, W moich oczach)
- The Best Reggae… Ever! (utwór "Wiosna", 26 czerwca 2012, EMI).